# DMX (래퍼)
DMX(Dark Man X, 본명: Earl Simmons, 1970년 12월 18일 ~ 2021년 4월 9일)는 미국의 래퍼 겸 영화 배우였다.

## 출생과 데뷔
그는 언제나 자신을 랩을 통해 표현했다. 처음에 그는 Ace Key로 알려져 있었는데, 1991년 잡지 The Source의 유명한 신인등용 "Unsigned Hype"를 통해 데뷔하였다. 그 후, 콜롬비아 레코드 회사와 계약을 하였지만 아무것도 발매하지 못했고, 싱글 "Born Loser" 가 발매되어있었는데, 계속 연기되었고 콜롬비아 측에서는 Kriss Kross, Cypress Hill 등의 앨범 발매 후에나 발매해주겠다고 했다. 그러나 콜롬비아에서는 발매할 기회를 주지 않았기 때문에 콜롬비아를 떠났다.

## 성공(1998 ~ 2006)
그의 절친한 친구이자 Ruff Ryders의 프로듀서인 Irv Gotti가 그를 데프잼 레코드의 Lyor Cohen에게 데려갔고, Def Jam 과 앨범계약을 맺었다. 그리고 공식 첫 싱글 "Get At Me Dog" 이 발표되었다.첫싱글은 엄청나게 성공했고, 플래티넘을 기록했으며, 여러 챠트의기록을 깼다. 일부는 그의 성공이 Funkmaster Flex에 의해서였다고 하는데, Flex가 HOT97Fm의 자신의 프로그램에서 DMX의 첫 싱글을 너무많이 항상 틀었다라고하는게 그들 일부의 주장이다.
1998년 5월 DMX의 데뷔앨범 "It's Dark And Hell Is Hot" 이 발표되었고, 경이로운 성공을 기록해, 빌보드챠트의 1위에 랭크되었기도 하다. Jay-Z는 그의 앨범에 대해, 극찬을 아끼지 않았고, 음악잡지의 리뷰와, 일반사람들의 평가도 아주 좋았다. 1998년 그는 강간 혐의로 위험에 쳐했었는데, 다행히도 증인이 나타나 그가 아니였던것을 증명해서 풀려나기도 했다. 그는 또한 유명한 MTV/뮤직비디오 감독인 Hype Williams에 의해 픽업되어 영화 "Belly"에 출연하게 되었고, 사운드트랙에도 참여하였다.
1999년 '...And Then There Was X'를 발표한다. 이 앨범은 전 2앨범에 이어 힙합히트작을 만든 앨범이다. 첫주에만 68만장이 팔린 어마어마한 앨범이다. 첫 싱글인 'Party Up'은 알엔비/힙합, 랩싱글, 리듬 Top 40, 핫링스톤즈 ,트랙, 랍100에서 8위, 11위, 7위, 27위, 1위, 10위 등에 성적을 낸다. 두 번째 싱글인 'What's My Name?'도 발표되었고, 드루 힐에 멤버 시스코가 참여한 세 번째 싱글 'What These Bitches Want'는 11위, 29위를 차지한다. 이 앨범은 전체 1위를 한다.
2001년 'The Great Depression'은 미국내에서 다시 1위를 등극, 영국, 스웨덴, 캐나다, 중국 등지에서 1위, 10위, 25위 등을 기록한다.
2003년 'Grand Champ'를 발표한다. 이 앨범에서는 카니예 웨스트, 스위즈 비츠 등의 프로듀서들과, 캄론, 제이다키스, 50 센트 등의 뮤지션들도 참여한다. 이 앨범은 미국에서 1위, 영국에서 1위, 캐나다에서 2위, 독일에서 7위, 독일에서 6위를 하는 등,세계에 그의 노래들이 상위권에 진입하는 고공행진을 보인다. 첫 주에만 31만장이 팔렸고,싱글인 'Where the Hood At'이 싱글이었다.(영국에서는 2003년 개봉된 그의 영화 크레이들 투 그레이브의 Bounce Track인 'X Gon Give It To Ya'를 수록했다.) 또한 이 앨범은 데프잼 레코드에서 발매된 마지막 앨범이었다.
2006년 데프잼 레코드와 결별한 그는 '콜럼비아 레코드'와 계약을 맺고, 앨범 'Year of the Dog… Again'을 발매한다. 스위즈 비츠 등의 프로듀서와, 버스타 라임즈, 에이머리, 제이다키스 등의 뮤지션이 참여했으며, 또다시 미국전체 차트에서 1위, 캐나다에서 4위, 독일, 스위스에서 7위, 영국에서 22위를 기록했다. 첫주에만 12만장이 팔렸다.
2007년 베스트 앨범인 'The Definition of X: The Pick of the Litter'를 발매했다.

## 사망
2021년 4월, 약물 과다복용으로 심장마비를 일으켜 혼수상태에 빠졌다가 일주일만에 사망하였다.

## 같이 보기
- 러프 라이더스 엔터테인먼트